# Spiele der kleinen Staaten von Europa 1985
Die Spiele der kleinen Staaten von Europa 1985 fanden 1985 in San Marino statt.

## Sportarten
| - Leichtathletik - Basketball - Radsport - Judo | - Schießen - Schwimmen - Gewichtheben |

## Medaillenspiegel
| Platz               | Staat               | Gold | Silber | Bronze | Gesamt |
| ------------------- | ------------------- | ---- | ------ | ------ | ------ |
| 1                   | Island              | 21   | 7      | 4      | 32     |
| 2                   | Zypern              | 15   | 8      | 9      | 32     |
| 3                   | Luxemburg           | 11   | 23     | 18     | 52     |
| 4                   | San Marino          | 2    | 11     | 11     | 24     |
| 5                   | Andorra             | 0    | 0      | 4      | 4      |
| 5                   | Liechtenstein       | 0    | 0      | 4      | 4      |
| 7                   | Monaco              | 0    | 0      | 2      | 2      |
| 8                   | Malta               | 0    | 0      | 1      | 1      |
| Gesamt (8 Nationen) | Gesamt (8 Nationen) | 49   | 49     | 53     | 151    |